# Puri (huyện)
Huyện Puri là một huyện thuộc bang Odisha, Ấn Độ. Thủ phủ huyện Puri đóng ở Puri. Huyện Puri có diện tích 3055 ki lô mét vuông. Đến thời điểm năm 2001, huyện Puri có dân số 1498604 người.